# الائتلاف من أجل بنين الناشئة
الائتلاف من أجل بنين الناشئة (بالفرنسية: Coalition pour un Bénin Emergent) هو حزب سياسي في بنين. في الانتخابات البرلمانية التي أجريت في 31 مارس 2007، فاز الحزب بمقعدين من أصل 83 مقعدًا. 